# 常照寺 (奈良県高取町)
常照寺（じょうしょうじ）は、奈良県高市郡高取町清水谷にある日蓮宗の寺院。山号は寂而山。境内には高取城の石垣の一部が残る。旧本山は奈良常徳寺、莚師法縁（隆源会）。

## 歴史
和銅年間（708年 - 715年）に寺ヶ谷にあり、行基の開山と伝わる。
宝治2年（1248年）日蓮大士、他同宗の上人の参詣せられた縁故により、元禄2年（1689年）に日蓮宗に改宗される（高取町史による）。日蓮逗留の言い伝えあり。日蓮大士（当時はいまだ蓮長と名乗る）が南都遊学の次に仏法を探求に向かった先が高野山。奈良平城の地より斑鳩法隆寺に学び、数人の修行僧と共に高野山に向う。当地は、その高野への参拝路の途中に位置する。当時この地には真言宗の冷水寺という塔頭を持った寺院があり、当山もその冷水寺の塔頭で正蓮院と名乗っていた。
日蓮逗留の言い伝えから、江戸時代初期に法華宗一致派（現日蓮宗）に改宗。高取藩より二人扶持という禄を受けて繁栄した。江戸時代を通して武家（高取城家老職内藤家、脇阪家）の外護によって繁栄していた。江戸中期に高取城主植村公により大改修された。山内には高取城主植村家の側室の墓がある。
しかし明治以後次第に衰退していき、農地解放などの政策によって大きな打撃を被り、檀家の大半を占める武家は職を求めて去った。
平成4年に庫裡を新築し、平成10年には現在の本堂を建立、平成21年には山門復興。現在の住職は日蓮宗に改宗後29代目の普照院日経。
なお日蓮宗としての開山は、中本山奈良常徳寺第11世本理院日琢。本堂には、旧真言宗時代の本尊であったと伝わる等身大薬師如来坐像も安置されており、現在は清水谷区によって下護されている。
奈良県内の日蓮宗の寺院の中でも、その所有している土地の面積は第2位と言われている。

## 参考資料
- 日蓮宗寺院大鑑編集委員会『宗祖第七百遠忌記念出版 日蓮宗寺院大鑑』大本山池上本門寺 (1981年)
- 高取町史
- 築井古城記
- 『寺院什器調』奈良県庁（1890年）

## 公式サイト
- 公式ウェブサイト